# Triera
Triera, tudi trirema ali troveslača (grško Τριήρης triērēs, latinsko: trirēmis), je bila pri Feničanih, starih Grkih in Rimljanih vojna ladja s tremi vrstami vesel. Šlo je za vrsto galeje, ki so jo uporabljale starodavne pomorske civilizacije na Sredozemlju.
Mornarstvo so Grki razvili šele po vojni s Perzijo. Prvo naj bi zgradili v Korintu. Pozneje so jih izdelovali po vsej Grčiji in nazadnje tudi v Rimu. Dolga je bila 42 m široka pa 6 m. Imela je 1,8 m ugreza, 170 veslačev in štirikotna jadra. Veslači so med plovbo počivali, saj so morali imeti moč za spopad. Na premcu so imeli ovna, lahko pa so zapluli ob nasprotnikovi ladji in ji polomili vesla. Pred bitko so sneli jambor.